# Astronom
En astronom beskæftiger sig videnskabeligt med og er uddannet inden for astronomi.
Dvs. en person, der dyrker læren om universet og himmellegemerne.

## Uddannelse
Uddannelse til astronom foregår typisk på universiteter og i Danmark på Københavns Universitet og Aarhus Universitet. Uddannelsen varer 5 år. Der undervises i matematik og atomfysik og i emner som Solen, planeterne og sorte huller.

## Amatørastronom
En amatørastronom er en person som har astronomi, altså observation af himmellegemer, som hobby dog uden at leve af det. Mange betydningsfulde observationer er gjort af amatørastronomer, og på trods af udviklingen af nye teknologisk avancerede instrumenter er meget store dele af verdensrummet langtfra kortlagt. 

## Berømte danske astronomer
- Tycho Brahe
- Ole Rømer
- Ejnar Hertzsprung
- Bengt Strömgren